# Patricia Medrado
Patricia (Pat) Medrado (Salvador da Bahia, 26 november 1956) is een voormalig tennisspeelster uit Brazilië. Medrado begon met tennis toen zij tien jaar oud was. Haar favoriete ondergrond is hardcourt. Zij speelt rechtshandig. Zij was actief in het internationale tennis van 1975 tot en met 1989.
Tussen 1975 en 1989 speelde zij 59 maal voor Brazilië op de Fed Cup – zij vergaarde daar een winst/verlies-balans van 30–29.

## Posities op deWTA-ranglijst
Positie per einde seizoen:
| jaar | rang enkelspel | rang dubbelspel |
| ---- | -------------- | --------------- |
| 1976 | 100            | –               |
| 1977 | 130            | –               |
| 1978 | 80             | –               |
| 1979 | 91             | –               |
| 1980 | 132            | –               |
| 1981 | 58             | –               |
| 1982 | 55             | –               |
| 1983 | 139            | –               |
| 1984 | 108            | 95              |
| 1985 | 129            | 108             |
| 1986 | 76             | 70              |
| 1987 | 117            | 137             |
| 1988 | 114            | 129             |

## Palmares

### WTA-finaleplaatsen enkelspel
| nr.              | finale     | toernooi         | ondergrond    | tegenstandster | score         | ref    |
| ---------------- | ---------- | ---------------- | ------------- | -------------- | ------------- | ------ |
| gewonnen finales |            |                  |               |                |               |        |
| 1.               | 1982-02-07 | WTA Ogden        | hardcourt (i) | Iva Budařová   | 6-2, 7-6      | [ 12 ] |
| verloren finales |            |                  |               |                |               |        |
| 1.               | 1978-01-08 | WTA San Diego    | hardcourt (i) | Marita Redondo | 2-6, 4-6      | [ 13 ] |
| 2.               | 1979-02-25 | WTA Atlanta      | hardcourt (i) | Sherry Acker   | 2-6, 6-7      | [ 14 ] |
| 3.               | 1982-01-17 | WTA Newport News | tapijt (i)    | Helena Suková  | 2-6, 7-6, 0-6 | [ 15 ] |
| 4.               | 1987-12-14 | WTA Guarujá      | hardcourt     | Niége Dias     | 0-6, 7-6, 4-6 | [ 16 ] |

### WTA-finaleplaatsen vrouwendubbelspel
| nr.              | finale     | toernooi          | ondergrond    | partner          | tegenstandsters                       | score         | ref    |
| ---------------- | ---------- | ----------------- | ------------- | ---------------- | ------------------------------------- | ------------- | ------ |
| gewonnen finales |            |                   |               |                  |                                       |               |        |
| 1.               | 1981-10-24 | WTA Japan (Tokio) | hardcourt     | Cláudia Monteiro | Barbara Jordan Roberta McCallum       | 6-3, 3-6, 6-2 | [ 17 ] |
| 2.               | 1982-03-21 | WTA Austin        | tapijt (i)    | Cláudia Monteiro | Jan Lehane Mimmi Wikstedt             | 6-0, 6-1      | [ 18 ] |
| 3.               | 1984-04-08 | WTA Miami         | gravel        | Yvonne Vermaak   | Betsy Nagelsen Janet Newberry         | 6-3, 6-3      | [ 19 ] |
| 4.               | 1985-05-12 | WTA Barcelona     | gravel        | Petra Delhees    | Penny Barg Adriana Villagrán          | 6-1, 6-0      | [ 20 ] |
| 5.               | 1986-12-14 | WTA São Paulo     | gravel        | Niége Dias       | Laura Arraya Petra Huber              | 4-6, 6-4, 7-6 | [ 21 ] |
| verloren finales |            |                   |               |                  |                                       |               |        |
| 1.               | 1982-01-10 | WTA Fort Myers    | hardcourt (i) | Cláudia Monteiro | Marjorie Blackwood Susan Leo          | 6-2, 1-6, 2-6 | [ 22 ] |
| 2.               | 1982-07-11 | WTA Hamburg       | gravel        | Cláudia Monteiro | Elisabeth Ekblom Lena Sandin          | 6-7, 3-6      | [ 23 ] |
| 3.               | 1982-07-18 | WTA Monte Carlo   | gravel        | Cláudia Monteiro | Virginia Ruzici Catherine Tanvier     | 6-7, 2-6      | [ 24 ] |
| 4.               | 1982-08-01 | WTA San Diego     | hardcourt     | Cláudia Monteiro | Kathy Jordan Paula Smith              | 3-6, 7-5, 6-7 | [ 25 ] |
| 5.               | 1983-05-15 | WTA Lugano        | gravel        | Petra Delhees    | Christiane Jolissaint Marcella Mesker | 2-6, 6-3, 5-7 | [ 26 ] |
| 6.               | 1983-10-02 | WTA Bakersfield   | hardcourt     | Ann Henricksson  | Kylie Copeland Lori McNeil            | 4-6, 3-6      | [ 27 ] |
| 7.               | 1987-07-26 | WTA Schenectady   | hardcourt     | Cláudia Monteiro | Jennifer Goodling Wendy Wood          | 7-5, 2-6, 3-6 | [ 28 ] |

## Resultaten grandslamtoernooien
| Legenda | Legenda                          |
| ------- | -------------------------------- |
| g.t.    | geen toernooi gehouden           |
| l.c.    | lagere categorie                 |
| –       | niet deelgenomen                 |
| G       | uitgeschakeld in de groepsfase   |
| 1R      | uitgeschakeld in de eerste ronde |
| 2R      | uitgeschakeld in de tweede ronde |
| 3R      | uitgeschakeld in de derde ronde  |
| 4R      | uitgeschakeld in de vierde ronde |
| KF      | uitgeschakeld in de kwartfinale  |
| HF      | uitgeschakeld in de halve finale |
| F       | de finale verloren               |
| W       | het toernooi gewonnen            |
| w-v     | winst/verlies-balans             |

### Enkelspel
| toernooi        | 1976 |    | 1978 | 1979 | 1980 | 1981 | 1982 | 1983 | 1984 | 1985 | 1986 | 1987 | 1988 |
| --------------- | ---- | -- | ---- | ---- | ---- | ---- | ---- | ---- | ---- | ---- | ---- | ---- | ---- |
| Australian Open | –    | –  | –    | –    | –    | –    | –    | –    | –    | g.t. | –    | –    |      |
| Roland Garros   | –    | 3R | 3R   | 1R   | 2R   | 1R   | 1R   | 2R   | 2R   | 1R   | 1R   | 1R   |      |
| Wimbledon       | –    | –  | 1R   | –    | –    | 3R   | 1R   | 1R   | 1R   | 1R   | –    | 1R   |      |
| US Open         | 2R   | 1R | –    | –    | 1R   | 2R   | 1R   | 1R   | 1R   | 1R   | 1R   | 1R   |      |

### Vrouwendubbelspel
| toernooi        | 1978 |    | 1980 | 1981 | 1982 | 1983 | 1984 | 1985 | 1986 | 1987 | 1988 |
| --------------- | ---- | -- | ---- | ---- | ---- | ---- | ---- | ---- | ---- | ---- | ---- |
| Australian Open | –    | –  | –    | –    | –    | –    | –    | g.t. | –    | –    |      |
| Roland Garros   | 1R   | –  | 2R   | 2R   | 2R   | 1R   | 1R   | 2R   | 1R   | 3R   |      |
| Wimbledon       | –    | 1R | –    | KF   | 1R   | 3R   | 2R   | 2R   | –    | 1R   |      |
| US Open         | 1R   | –  | 1R   | 1R   | 3R   | 1R   | 1R   | 2R   | 1R   | 1R   |      |

### Gemengd dubbelspel
| toernooi        | 1979 |      | 1982 | 1983 | 1984 | 1985 | 1986 | 1987 |
| --------------- | ---- | ---- | ---- | ---- | ---- | ---- | ---- | ---- |
| Australian Open | g.t. | g.t. | g.t. | g.t. | g.t. | g.t. | –    |      |
| Roland Garros   | 2R   | –    | 1R   | 2R   | 2R   | 1R   | 2R   |      |
| Wimbledon       | –    | –    | 3R   | 2R   | –    | –    | –    |      |
| US Open         | –    | 1R   | –    | 1R   | 1R   | –    | –    |      |